# Cod ATC L04
Codul ATC L04 Imunosupresoare este o parte a sistemului de clasificare anatomică, terapeutică și chimică a medicamentelor, un sistem dezvoltat de către Organizația Mondială a Sănătății (OMS) pentru clasificarea medicamentelor și a altor produse medicinale. Subgrupul L04 este o parte a grupului L Antineoplazice și imunomodulatoare.
Codurile pentru preparatele de uz veterinar sunt create prin alipirea literei Q în fața codului ATC corespunzător produsului pentru uz uman; de exemplu, QL04. 

## L04A Imunosupresoare

### L04AA Imunosupresoare selective
L04AA02 Muromonab-CD3
L04AA03 Imunoglobulina antilimfocitară (cal)
L04AA04 Imunoglobulina antitimocitară (iepure)
L04AA06 Acid micofenolic
L04AA10 Sirolimus
L04AA13 Leflunomidă
L04AA15 Alefacept
L04AA18 Everolimus
L04AA19 Gusperimus
L04AA21 Efalizumab
L04AA22 Abetimus
L04AA23 Natalizumab
L04AA24 Abatacept
L04AA25 Eculizumab
L04AA26 Belimumab
L04AA27 Fingolimod
L04AA28 Belatacept
L04AA29 Tofacitinib
L04AA31 Teriflunomidă
L04AA32 Apremilast
L04AA33 Vedolizumab
L04AA34 Alemtuzumab
L04AA35 Begelomab
L04AA36 Ocrelizumab
L04AA37 Baricitinib
L04AA38 Ozanimod
L04AA39 Emapalumab
L04AA40 Cladribină
L04AA41 Imlifidază
L04AA42 Siponimod
L04AA43 Ravulizumab
L04AA44 Upadacitinib
L04AA45 Filgotinib
L04AA46 Itacitinib
L04AA47 Inebilizumab
L04AA48 Belumosudil
L04AA49 Peficitinib
L04AA50 Ponesimod
L04AA51 Anifrolumab
L04AA52 Ofatumumab
L04AA53 Teprotumumab
L04AA54 Pegcetacoplan
L04AA55 Sutimlimab
L04AA56 Deucravacitinib
L04AA57 Ublituximab
L04AA58 Efgartigimod alfa
L04AA59 Avacopan

### L04AB Inhibitori ai factorului de necroză tumorală (TNF-α)
L04AB01 Etanercept
L04AB02 Infliximab
L04AB03 Afelimomab
L04AB04 Adalimumab
L04AB05 Certolizumab pegol
L04AB06 Golimumab
L04AB07 Opinercept

### L04AC Inhibitori deinterleukină
L04AC01 Daclizumab
L04AC02 Basiliximab
L04AC03 Anakinra
L04AC04 Rilonacept
L04AC05 Ustekinumab
L04AC07 Tocilizumab
L04AC08 Canakinumab
L04AC09 Briakinumab
L04AC10 Secukinumab
L04AC11 Siltuximab
L04AC12 Brodalumab
L04AC13 Ixekizumab
L04AC14 Sarilumab
L04AC15 Sirukumab
L04AC16 Guselkumab
L04AC17 Tildrakizumab
L04AC18 Risankizumab
L04AC19 Satralizumab
L04AC20 Netakimab
L04AC21 Bimekizumab
L04AC22 Spesolimab
L04AC23 Olokizumab

### L04AD Inhibitori deaalcineurină
L04AD01 Ciclosporină
L04AD02 Tacrolimus
L04AD03 Voclosporin

### L04AX Alte imunosupresoare
L04AX01 Azatioprină
L04AX02 Talidomidă
L04AX03 Metotrexat
L04AX04 Lenalidomidă
L04AX05 Pirfenidonă
L04AX06 Pomalidomidă
L04AX07 Fumarat de dimetil
L04AX08 Darvadstrocel
L04AX09 Fumarat de diroximel